# Хаэнада, Оскар
Оскар Хаэнада Гахо (исп. Óscar Jaenada Gajo; род. 4 мая 1975, Барселона) — испанский актёр цыганского происхождения.

## Биография
Первую роль актёр исполнил в 13 лет, сыграв роль в пьесе Шекспира. В то время он мечтал стать авиационным инженером.

## Фильмография
- 2019 — Эрнан / Hernan — Эрнан Кортес
- 2019 — Рэмбо: Последняя кровь / Rambo: Last Blood — Виктор Мартинес
- 2018 — Человек, который убил Дон Кихота / The Man Who Killed Don Quixote — Цыган
- 2017 — Золото / Oro — Хуан де Горриаменди
- 2016 — Отмель / The Shallows — Карлос
- 2016 — Каменные кулаки / Hands of Stone — Chaflan
- 2012 — Средь бела дня / The Cold Light of Day
- 2011 — Пираты Карибского моря: На странных берегах / Pirates of the Caribbean: On Stranger Tides — Spaniard
- 2010 — Лузеры / The Losers — Cougar
- 2010 — Наследие Вальдемара —  Nicolás Tremel
- 2009 — / Circuit
- 2009 — / Sukalde kontuak
- 2009 — Предел контроля / Limits of Control — The Waiter
- 2009 — Мусор / Trash — David
- 2008 — Sub-Way — Catalan young man
- 2008 — Че: Часть вторая / Che: Part Two — Darío
- 2008 — Приглашаются все желающие / Todos estamos invitados — Josu Jon
- 2007 — / La Vida abismal — El Chino
- 2006 — / Efecto Rubik — Pablo
- 2006 — / Skizo — Иван
- 2006 — / Días azules — Борис
- 2006 — / Redondeo
- 2005 — / Crímenes ejemplares de Max Aub
- 2005 — / Carne de neón — Рикки
- 2005 — / Somne — Габриеэль
- 2005 — Камарон / Camarón — Камарон де ла Исла
- 2004 — / Aloe — Хуан
- 2004 — / XXL — Фали
- 2004 — / El Juego de la verdad — Альберто
- 2003 — / La Vida aquí — Дамиан
- 2003 — Чилаут / Descongélate! — Aitor
- 2003 — Ноябрь / Noviembre — Альфредо
- 2002 — Лисистрата / Lisístrata — Domestos
- 2000 — / Aunque tú no lo sepas — Cacique
- 2000 — 2008 — Центральная больница / Hospital Central — Mario
- 1998 — 2002 — Compañeros — Фер

## Номинации, премии и награды
- 2004 — номинирован на премию Гойя в номинации «Лучший мужской актёрский дебют» за роль в фильме «Ноябрь»
- 2006 — номинирован на премию Гойя в номинации «Лучшая мужская роль» за роль в фильме «Камарон»